# Re-works of Art of Noise
Re-works of Art of Noise ist ein Studio- und Livealbum der britischen Popband The Art of Noise aus dem Jahre 1987. Es handelt sich zu gleichen Teilen um Studiostücke als auch Live-Aufnahmen aus einem der seltenen Konzerten von Art of Noise im Hammersmith Odeon vom 15. August 1986. Das ganze Konzert wurde auch später unter dem Titel In Visible Silence – Live Hammersmith Odeon auf dem britischen Sender Channel 5 ausgestrahlt.

## Titelliste
1. Paranoimia Feat. Max Headroom [7" Version] 3:18
2. Legacy [12" Version] 8:20
3. Peter Gunn Feat. Duane Eddy [12" Version] 6:02
4. Legs 4:03 Live
5. Paranoimia 4:58 Live
6. Hammersmith To Tokyo And Back 9:59 Live

## Mitwirkende
- Backing Vocals – Katie Humble (Tracks: 4 – 6), Linda Taylor (Tracks: 4 – 6), Pepe Lemer (Tracks: 4 – 6)
- Bass – Dave Bronze (Tracks: 4 – 6)
- Cover Design – John Pasche
- Schlagzeug – Paul Robinson (6) (Tracks: 4 – 6)
- Keyboards – Anne Dudley, J. J. Jeczalik
- Percussion – Simon Moreton (Tracks: 4 – 6)
- Produziert – The Art Of Noise
- Aufnahme – Gary Langan